# Anton’s Gowt
Anton’s Gowt – osada w Anglii, w hrabstwie Lincolnshire, w dystrykcie East Lindsey. Leży 41 km na południowy wschód od Lincoln i 167 km na północ od Londynu.